# 2013年热带风暴弗洛西
热带风暴弗洛西（英語：Tropical Storm Flossie）是2013年太平洋飓风季形成的第六个热带气旋和第六场获命名的风暴，于同年7月下旬在夏威夷州产生暴风雨。系统源自7月9日离开非洲西海岸的东风波，穿越大西洋期间基本没有发展，于7月18日经中美洲进入东太平洋。由于外界环境有利，系统稳步发展，到协调世界时7月25日早上6点已有充分组织而成为热带低气压，再于六小时后进一步增强成热带风暴并获名“弗洛西”。气旋继续西进，于7月27日达到风力时速110公里的最高强度后进入中太平洋。受上层风的不利影响，风暴开始减弱，于7月30日降级成热带低气压，并且到当天中午12点时已在考艾岛东北方向退化成残留低气压区。
风暴逼近前，夏威夷群岛多个岛屿进入热带气旋警告生效状态，此外，气象机构预测气旋产生的降水可能超过300毫米，所以还发出山洪预警。许多港口及其它设施中止向公众开放，有关部门开设避难所，供人们前来躲避。弗洛西逐渐逼近夏威夷州，气象部门预计它有可能会是20年来首场直接袭击夏威夷的热带风暴，但气旋实际上尚未登陆就已大幅减弱。风暴在该州产生大浪，引发轻度海滩侵蚀。阵风时速超过热带风暴标准，刮倒许多电线杆和树木，当地数千居民家中因此停电数天。气旋还令夏威夷岛普遍降下上百毫米雨量，其中最高降雨量发生在怀厄莱阿莱山，达235毫米。风暴没有造成人员丧生，但有一人因闪电受伤。气旋引发的闪电一共造成价值约2万4000美元（2013年美元）损失。

## 气象历史
2013年7月9日，有东风波离开非洲西海岸进入大西洋并快速西进，经过大洋期间没有显著发展，再于7月18日经过中美洲，不久后进入东太平洋。7月21日清晨，东太平洋有与东风波关联的广阔低气压区形成，美国国家飓风中心开始监控这片接下来逐渐发展成热带气旋的扰动天气。之后几天，系统内的降水和雷暴活动逐渐凝聚，美国国家飓风中心在热带天气展望中指出，扰动天气发展成热带气旋的可能性很大，不过，7月24日清晨的卫星数据表明系统内还缺乏明确环流，尚不足以归类成热带气旋。到了这天晚上，可视和微波卫星图像都表明旋涡结构有所改善，气象机构因此把位于下加利福尼亚半岛最南端西南偏西方向约1575公里洋面的扰动天气归类成热带低气压。
成为热带低气压后，气旋在美国西南部上空中层高压脊的影响下朝西和西北偏西方向前进。此后几小时里，深层对流的覆盖范围和强度都逐渐提高，卫星强度估算值也相应增大，美国国家飓风中心于协调世界时7月25日早上6点将其升级成热带风暴，并以“弗洛西”（Flossie）命名。由于外界环境风切变少、海面温度高，风暴之后两天逐渐强化，到了7月27日清晨，可视卫星图像上已时断时续地出现中层风眼，微波卫星图像上的风眼清晰可见。中午12点，弗洛西达到最大持续风速每小时110公里，最低气压994毫巴（百帕；29.35英寸汞柱）的最高强度。风暴接下来穿越西经140度线进入中太平洋，中太平洋飓风中心接手预警职责。受上层低压槽生成上层风的不利影响，气旋无法进一步组织，并且很快就开始呈现减弱趋势。
受强烈风切变和水温降低的共同影响，弗洛西关联的深层对流逐渐减弱，卫星图像也变得模糊，气象机构因此预测风暴会继续减弱。但由于上层风短暂衰减，气旋实际上在7月28日中午12点达到风力时速100公里的第二波强度高峰。受西北方向的反气旋影响，弗洛西上空的风切变到次日已明显增多，环流还开始受到干燥空气的侵蚀。下层旋涡变得暴露在外，外流边界和之前的对流爆发都令低气压的发展受阻。7月30日凌晨0点，弗洛西降级成热带低气压，卫星图像上的气旋环流已经连续12小时难以区分后，气象部门宣布中心位于考艾岛北岸近海的弗洛西已退化成残留低气压区。

## 防灾措施和影响

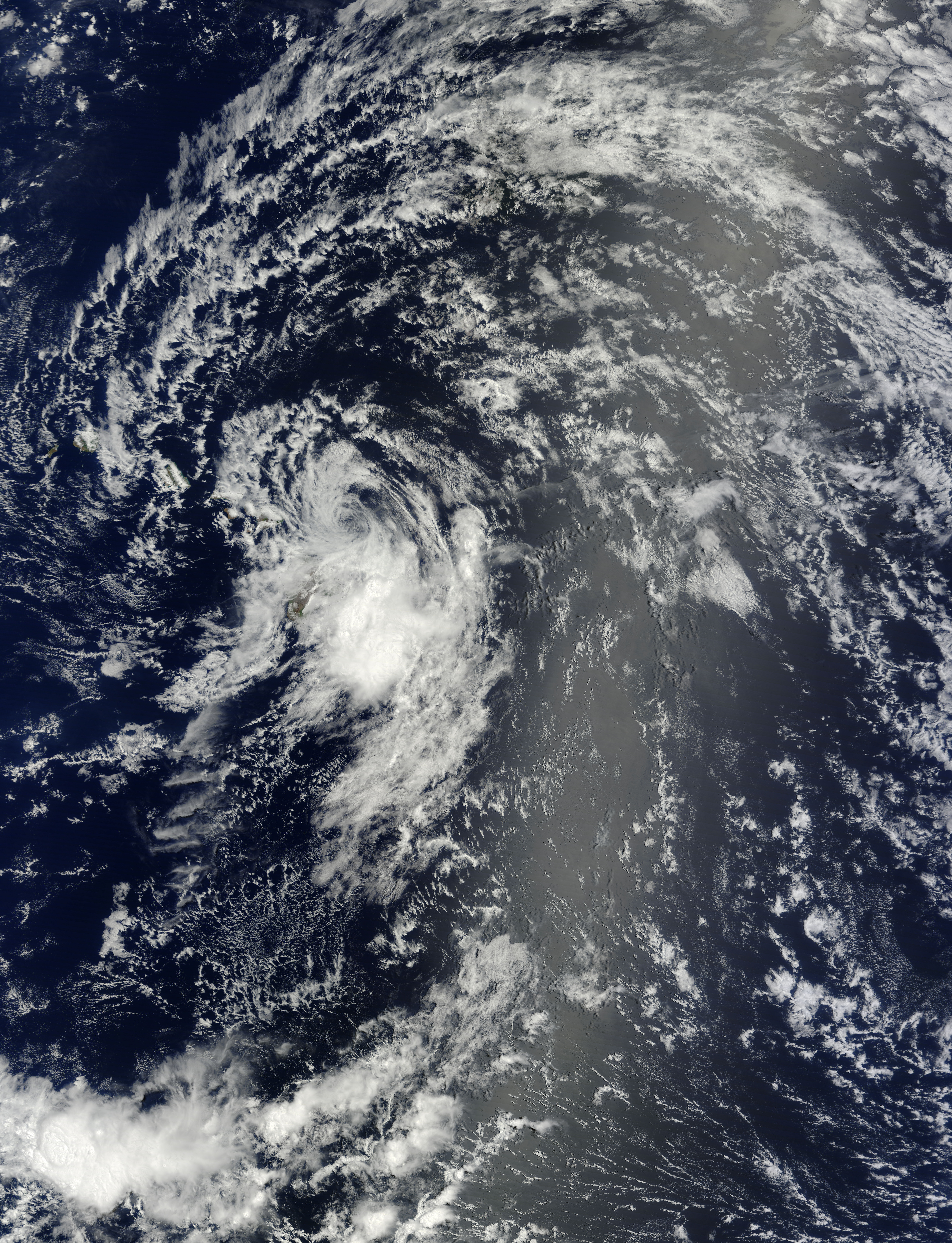
7月29日，热带风暴弗洛西进入夏威夷海域上空。

风暴进入中太平洋后，夏威夷县和茂宜县于7月27日收到热带风暴观察预警，再于数小时后升级成热带风暴警告，同时欧胡岛进入热带风暴观察预警生效状态。气象机构预计气旋会在沿途降下暴雨，局部地区降雨量高达380毫米，因此从7月29日到30日向夏威夷全州发布山洪预警。茂宜县当局启动应急预案，县内所有公园停止向公众开放。夏威夷岛所有的法院和高校均予关闭，夏威夷州州长尼尔·阿伯克龙比宣布该州进入紧急状态。全州共有三座港口关闭，其中夏威夷岛两处，茂宜岛一处。有关部门预计弗洛西会成为1992年以来首场登陆夏威夷州的热带风暴，所以在全州各地共开设11间避难所，其中茂宜岛四处，欧胡岛七处，共有177人前来躲避。考艾县哈纳雷（Hanalei）和瓦伊帕（Waipa）原计划的停水作业因风暴来袭延期。
弗洛西还在海上时就在夏威夷州大部分海岸沿线产生大浪。虽然最后是在夏威夷岛近海掠过，但强烈的阵风依然刮倒不少树木，还导致多条输电线缆中断，卡胡卢伊测得的阵风时速达到76公里，为全岛最高。全州有上万居民失去供电，其中大部分生活在茂宜岛和夏威夷岛。多个岛上降下暴雨，哈莱亚卡拉火山仅一小时就测得76到102毫米雨量。茂宜岛东部的考波峡测得130毫米降雨总量，怀厄莱阿莱山则在风暴期间降下235毫米雨量，为全州最高。茂宜岛有一名男子因闪电受伤。全州共因闪电导致价值2万4000美元的破坏。州内还发生六起交通意外，多条道路被迫封闭，但总体破坏程度很轻。